# 금천역
금천역(金川驛)은 조선민주주의인민공화국 황해북도 금천군에 있는 평부선의 철도역이다. 본래 경의선의 잠성역(岑城驛)으로 개업하여, 1911년 4월 15일부터는 금교역(金郊驛)으로 역명을 변경하였다.
1. ↑  [메이지 44년] 조선총독부 고시 제65호. 1911년 3월 17일